# كويره غويز (سقز)
قرية كويره غويز (بالكردية: کوێرەگوێز) هي إحدى القرى التابعة لـتموغه في ريف قسم مركزي من مقاطعة سقز، في محافظة كردستان الإيرانية.

## السكان
حسب إحصاءات سنة 2006، بلغ إجمالي السكان في كويره غويز 202 نسمة وعدد المساكن 33 مسكن. لغة سكان كويره غويز هي اللغة الكردية و هم من أهل السنة والجماعة والمذهب الشافعي.